# Guioa fusca
Guioa fusca är en kinesträdsväxtart som beskrevs av Ludwig Radlkofer. Guioa fusca ingår i släktet Guioa och familjen kinesträdsväxter. Inga underarter finns listade i Catalogue of Life.